# Ballon d'or 1962
Navigation
Édition précédente Édition suivante
Le Ballon d'or 1962 récompensant le meilleur footballeur européen évoluant en Europe a été attribué le 18 décembre 1962 au tchécoslovaque Josef Masopust.
Il s'agit de la 7e édition de ce trophée mis en place par le magazine français France Football qui publia le vote dans le numéro 875. Dix-neuf journalistes (un par nation) ont pris part au vote (Allemagne de l'Ouest, Angleterre, Autriche, Belgique, Bulgarie, Espagne, France, Grèce, Hongrie, Italie, Pays-Bas, Pologne, Portugal, Suède, Suisse, Tchécoslovaquie, Turquie, Union soviétique et Yougoslavie), avec un vote par nation.
Le titre est remporté par le Tchécoslovaque Josef Masopust, succédant à l'italo-argentin Omar Sívori.
Il devient le premier joueur tchécoslovaque (en réalité tchèque) à remporter le trophée.

## Classement complet
| Rang | Nom                     | Club                       | Nationalité          | Points |
| 1    | Josef Masopust          | Dukla Prague               | Tchécoslovaquie      | 65     |
| 2    | Eusébio                 | Benfica                    | Portugal             | 53     |
| 3    | Karl-Heinz Schnellinger | 1. FC Cologne              | Allemagne de l'Ouest | 33     |
| 4    | Dragoslav Šekularac     | Étoile rouge de Belgrade   | Yougoslavie          | 26     |
| 5    | Jef Jurion              | Anderlecht                 | Belgique             | 15     |
| 6    | Gianni Rivera           | AC Milan                   | Italie               | 14     |
| 7    | Jimmy Greaves           | Tottenham                  | Angleterre           | 11     |
| 8    | Milan Galić             | Partizan Belgrade          | Yougoslavie          | 10     |
| 8    | John Charles            | Juventus / Leeds / AS Rome | Pays de Galles       | 10     |
| 10   | János Göröcs            | Újpest FC                  | Hongrie              | 6      |
| 11   | Raymond Kopa            | Stade de Reims             | France               | 4      |
| 11   | Denis Law               | Torino / Manchester United | Écosse               | 4      |
| 11   | José Águas              | Benfica                    | Portugal             | 4      |
| 11   | Omar Sívori             | Juventus                   | Italie               | 4      |
| 15   | André Lerond            | Stade français             | France               | 3      |
| 15   | Luis Suárez             | Inter Milan                | Espagne              | 3      |
| 15   | Andrej Kvašňák          | Sparta Prague              | Tchécoslovaquie      | 3      |
| 15   | Luis del Sol            | Real Madrid / Juventus     | Espagne              | 3      |
| 19   | Joaquín Peiró           | Atlético Madrid / Torino   | Espagne              | 2      |
| 19   | Flórián Albert          | Ferencváros                | Hongrie              | 2      |
| 19   | Ernő Solymosi           | Újpest FC                  | Hongrie              | 2      |
| 19   | Horst Nemec             | Austria Vienne             | Autriche             | 2      |
| 19   | Kurt Hamrin             | Fiorentina                 | Suède                | 2      |
| 19   | Viliam Schrojf          | Slovan Bratislava          | Tchécoslovaquie      | 2      |
| 25   | Lajos Tichy             | Budapest Honvéd            | Hongrie              | 1      |
| 25   | Francisco Gento         | Real Madrid                | Espagne              | 1      |
| 25   | Ezio Pascutti           | Bologne                    | Italie               | 1      |